# Cao nguyên Kon Tum
Cao nguyên Kon Tum là một cao nguyên ở Tây Nguyên, bao trùm phần lớn diện tích tỉnh Quảng Ngãi và lan sang một phần ở Campuchia và Lào.

## Đặc điểm
Cao nguyên có độ cao trung bình khoảng 500 m, điểm cao nhất ở núi Ngọc Linh có độ cao 2.605 m, ở đây cũng có loại cây sâm nổi tiếng là sâm Ngọc Linh.

## Vị trí
Phía nam là cao nguyên Plâyku được làm ranh giới bởi con sông Pô Kô, phía đông bắc là thành phố Đà Nẵng được dãy Trường Sơn Nam làm ranh giới. Phía tây lan sang các Campuchia và Lào, gần giáp với cao nguyên Bolaven của Lào.